# Provincia de Thái Bình
Thai Binh (en vietnamita: Thái Bình) fue una de las provincias que conformaban la organización territorial de la República Socialista de Vietnam. Existió desde 1890 hasta su fusión con la provincia de Hưng Yên en 2025.

## Geografía
Thai Binh se localiza en la región de Delta del Río Rojo (Đồng Bằng Sông Hồng). La provincia mencionada posee una extensión de territorio que abarca una superficie de 1.545,4 kilómetros cuadrados.

## Demografía
La población de esta división administrativa es de 1.860.600 personas (según las cifras del censo realizado en el año 2005). Estos datos arrojan que la densidad poblacional de esta provincia es de 1.203,96 habitantes por cada kilómetro cuadrado.